# Geomarketing
Geomarketing is het onderverdelen van de doelgroep van een onderneming op basis van het gebied waar die doelgroep woont. Hierbij wordt een apart marketingbeleid gevoerd voor verschillende geografische regio's.
Onderliggende aanname bij geomarketing is dat individuen in een bepaalde regio meer overeenkomsten met elkaar hebben dan personen buiten die regio. Hierdoor lijkt geomarketing een belangrijkere rol te spelen in gebieden waar er een relatief grote verscheidenheid tussen regio's is, zoals de Verenigde Staten, dan in sociodemografisch opzicht relatief homogene gebieden zoals Nederland en België.